# Singularitate tehnologică

Brevete de invenţii

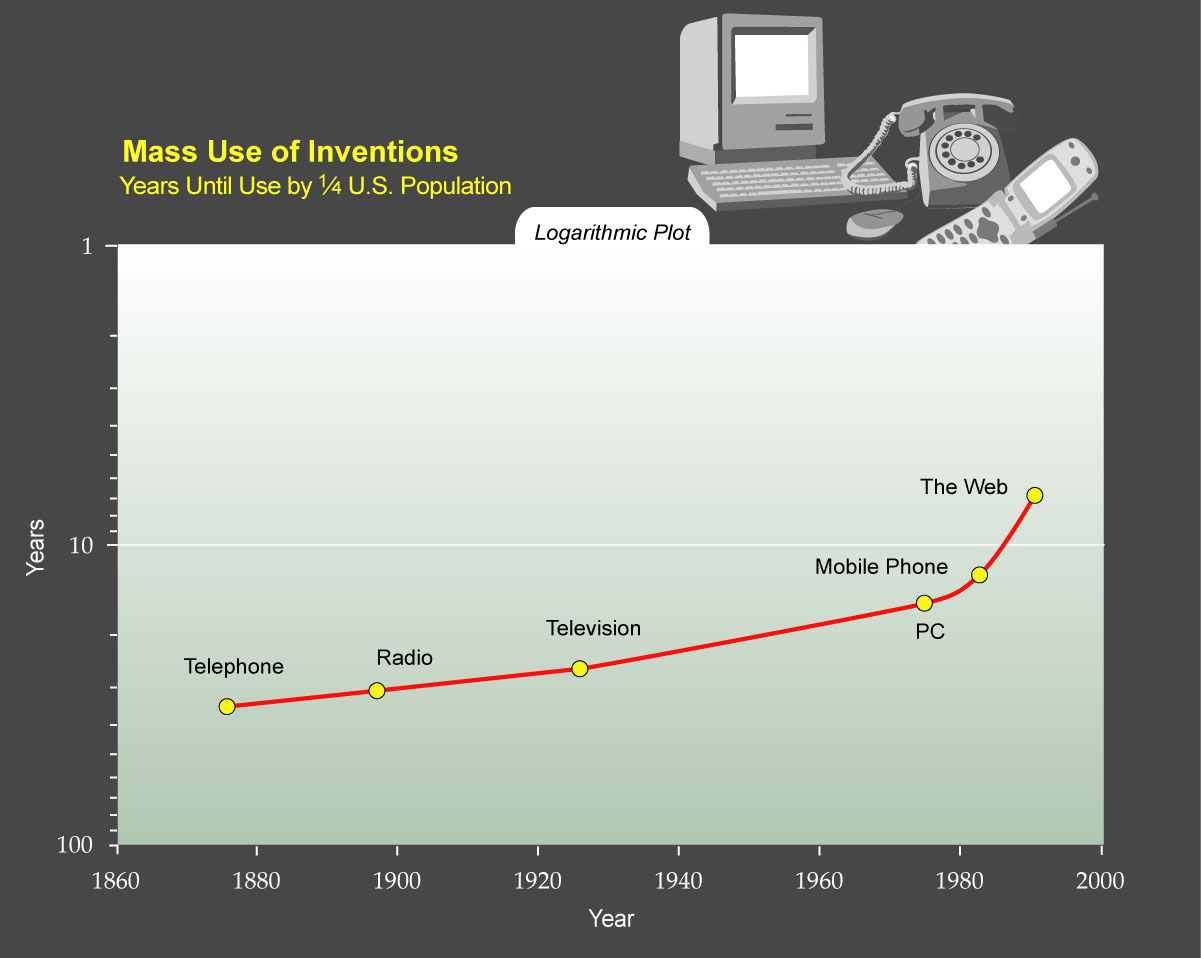
Utilizarea în masă a invenţiilor

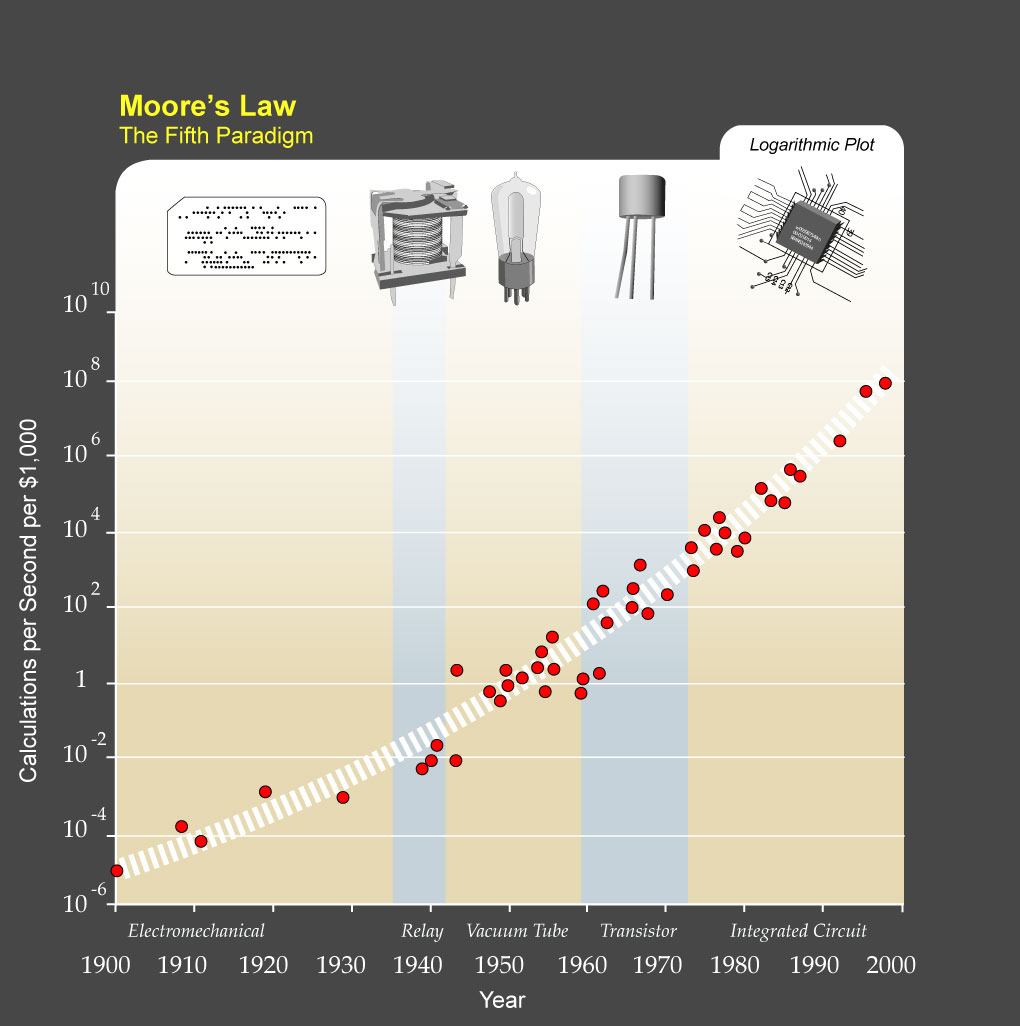
Legea lui Moore

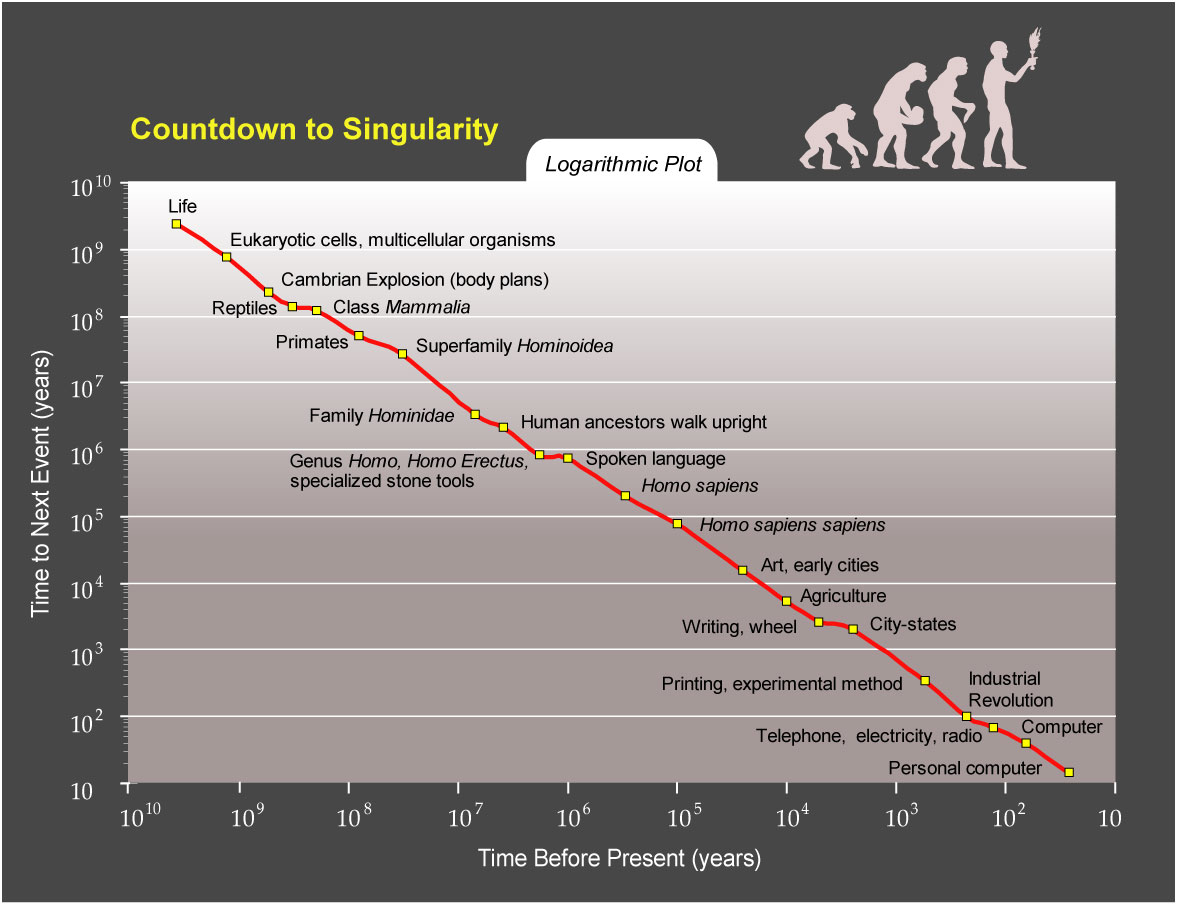
Numărătoare inversă până la singularitatea tehnologică

Gaură neagră (SINGULARITATE)

Singularitatea tehnologică este un concept din viitorologie care se referă la  implicațiile pe care în general le are progresul tehnico-științific foarte accelerat pentru specia umană și ceea ce înțelegem prin om.
În anul 1958, într-un interviu, celebrul matematician John von Neumann vorbea despre faptul că progresul tehnico-științific accelerat lasă să se întrevadă un fel de singularitate, dincolo de care viața și lumea așa cum le știm noi nu mai pot exista. În 1965, I. J. Good introduce ideea de explozie inteligentă (a unei mașini) care este inclusă acum în conceptul singularității tehnologice. Conceptul a fost în mod formal lansat în 1993 de către matematicianul Vernor Vinge și dezvoltat apoi de către experți precum Ray Kurzweil („Legea întoarcerilor accelerate”) și Eliezer Yudkowsky. Este și un important obiectiv tehnologic urmărit de mișcarea transumanistă.

## Singularitate?
Termenul a fost împrumutat din fizică (unde singularitate este de exemplu o gaură neagră, oamenii neputând să afle ce este în interiorul ei, neputând pătrunde dincolo de raza Schwarzschild, legile fizicii nemaiavând valabilitate aici. Se pare că Universul s-a născut dintr-o asemenea singularitate, unde spațiul și timpul erau comprimate la infinit) și din matematică / analiza complexă (unde singularitatea este punctul în care o ecuație sau o suprafață degenerează sau dispare).

## Explozie de inteligență
Conform legii lui Moore, se estimează că în aproximativ 20-30 de ani computerele vor depăși puterea de calcul a creierului uman, care este de ordinul a  1014 operații pe secundă.
Omul dispune de 100 de miliarde de neuroni cu câte 1.000 de conexiuni pe neuron (calculele având loc în principal în conexiuni) și cu 200 de operații pe secundă pe fiecare conexiune.
În lucrarea sa Law of Accelerating Returns, Ray Kurzweil ajunge la concluzia că de la apariția Universului, și mai ales de la apariția vieții pe Pământ, evoluția a avut loc exponențial (chiar dublu exponențial) și nu liniar.
Extrapolând legea lui Moore, Kurzweil presupune că în cei 100 de ani ai secolului al XXI-lea vom asista la o evoluție comparabilă cu 20.000 de ani precedenți, dacă se menține curba exponențială. Aceasta deoarece odată ce computerele vor depăși performanța creierului uman, ele vor fi capabile să se autoîmbunătățească, menținând ritmul de creștere exponențial al vitezei de calcul. Rezultatul va fi că progresul tehnico-științific va cunoaște o accelerare din ce în ce mai înaltă. Acele computere vor fi în stare până la urmă să descifreze aproape toate secretele naturii și Universului.
Acest presupus salt tehnologic ultrarapid va duce la evenimente aproape imposibil de imaginat pentru specia homo sapiens: contopirea dintre inteligența biologică și cea nebiologică (mind uploading), oameni aproape nemuritori și nivele înalte de superinteligență care se răspândesc rapid în întreg Universul. De aceea este folosit termenul de singularitate: specia umană nu are cum să înțeleagă ce va urma (gaură neagră), la fel cum o bacterie nu poate înțelege ce este un om, atât de mare va fi progresul tehnico-științific.

## Singularitatea înștiințifico-fantastic
Trilogia de filme Terminator arată o lume într-un viitor nu foarte îndepărtat (2029), unde inteligența artificială Skynet, conștientă de sine și trecută prin Singularitate, a devenit atât de puternică încât ajunge să extermine umanitatea.
Trilogia de filme Matrix arată o lume trecută dincolo de singularitate, unde inteligența artificială este conștientă de sine, mult superioară oamenilor ca intelect, în timp ce aceștia trăiesc în realitatea virtuală.
Proiectul online vast Orion's Arm este o colecție de gânduri despre o lume care a trecut prin Singularitate cu mii de ani în urmă. Printre altele, este vorba de "Arhailecți", minți artificiale aproape-atotputernice, rezultate din experimentele umane cu inteligența artificială în secolul XXI, care se răspândesc pe mii de sisteme solare, conectate prin găuri de vierme care au același rol ca și traseele de pe circuitele integrate: transportul de informații. Acești arhailecți pot crea noi universuri proprii, "îndoind" timpul și spațiul prin găuri negre.
În filmul Transcendence: Viață după moarte din 2014, Dr. Will Caster (Johnny Depp), un cercetător al inteligenței-artificiale, dezvoltă o singularitatea tehnologică după decesul său și „încărcarea” sa în memoria unui super-computer.